# News Corporation
News Corporation, chiamato anche gruppo Murdoch, è stato uno dei primi quattro conglomerati mediatici degli Stati Uniti e del mondo; prima della sua chiusura a seguito di un riassetto organizzativo. La sua sede era a New York. In Italia è stato il secondo gruppo mediatico privato dopo Mediaset, detenendo il 100% delle partecipazioni di Sky Italia.
La società è stata fondata nel 1979 ad Adelaide in Australia da Rupert Murdoch. Era quotata alla borsa di New York, Sydney e Londra. Il 28 giugno 2013 le sue attività editoriali sono confluite in una nuova società, News Corp.

## Storia
L'attività editoriale di Rupert Murdoch ebbe inizio ad Adelaide in Australia nel 1952 quando ereditò dal padre il quotidiano Adelaide News e l'Adelaide Sunday Mail. Negli anni successivi tramite una serie di acquisizioni, culminate nel 1964 nell'acquisto del quotidiano a tiratura nazionale The Australian, Murdoch divenne uno dei maggiori editori di quotidiani in Australia. Ciò gli permise di allargare il suo campo d'azione all'estero.
Nel 1969 acquisì i quotidiani inglesi The Sun e News of the World e nel 1976 il New York Post. Nel 1980 per controllare tutte le attività del gruppo fu costituita la holding News Corporation con sede ad Adelaide. Nel 1981 avvenne l'acquisizione del Times di Londra e del Sunday Times e lo stesso anno la News Corporation iniziò ad espandersi in altri settori multimediali acquisendo il 50% degli studi cinematografici 20th Century Fox (assumendone il totale controllo nel 1984). Nel 1985 acquisì sette stazioni televisive dal gruppo Metromedia. Ciò permise alla News Corporation di lanciare nel 1986 la rete televisiva americana Fox Broadcasting Company, ma nel contempo Murdoch, prima di stabilirsi a New York, fu costretto a vendere alcune tv australiane affiliate a Seven Network e Network Ten.
Nel 1989 venne lanciata la televisione satellitare Sky Television che nel 1990, in seguito alla fusione con la British Sky Broadcasting, divenne la BSkyB. Nel 1996 ebbero inizio le trasmissioni di Fox News Channel, un canale via cavo dedicato alla sola trasmissione di notizie.
Nel 2004 è stato approvato dagli azionisti lo spostamento della sede da Adelaide a New York.
Il 31 luglio 2007 la società ha acquisito per 5,6 miliardi di dollari la Dow Jones & Company acquisendo quindi gli indici azionari Dow Jones e il giornale The Wall Street Journal.
Nell'estate del 2011 il gruppo è stato travolto dallo scandalo delle intercettazioni che ha portato alla chiusura del tabloid britannico News of The World.
Il 28 giugno 2013, la società è stata chiusa a seguito di un riassetto organizzativo che ha determinato la nascita di due nuove entità: 21st Century Fox, all'interno della quale sono state raccolte le attività televisive e cinematografiche della defunta News Corporation e la News Corp, che ha ereditato le attività editoriali del precedente gruppo.

## Posizione in Italia
In Italia il gruppo aveva il monopolio della televisione digitale satellitare, attraverso la filiale Sky Italia S.r.l. ed era inoltre proprietario del canale gratuito DTT Cielo.

### Sky Italia
Nel dicembre 1998 News Corporation si mostra interessata all'acquisto di una delle due società leader della Pay TV in Italia, ovvero Stream. Tuttavia, come dichiarato dall'allora presidente Miro Allione, l'accordo preliminare non va in porto a causa di problemi sull'acquisto dei diritti TV delle partite di calcio. L'accordo viene concluso nell'Aprile 1999, con l'acquisto del 35% da parte di News Corporation.
Successivamente, dopo aver acquisito la maggioranza del capitale azionario di Stream, nel 2002 News Corporation acquisisce anche la società rivale di quest'ultima, ovvero TELE+. Tale accordo fu realizzato il 1º ottobre di quell'anno, con i contraenti: Telecom Italia, Vivendi Universal e Canal Group. Il controvalore dell'operazione fu la cifra di 908,75 milioni di dollari, di cui circa una metà rappresentavano l'indebitamento di Telepiù e l'altra il corrispettivo delle azioni di quest'azienda.
Grazie alla legge Maccanico, l'acquisizione superò i controlli di Mediobanca e dell'Antitrust europeo e fu completata nella fine del 2002.
Nel marzo del 2003 la Commissione europea autorizza la fusione tra TELE+ Digitale e Stream TV, da cui nasce Sky Italia Srl,, che inaugura ufficialmente le proprie trasmissioni il 31 luglio.
L'unione di Stream TV e Telepiù in Sky Italia segnò il passaggio del mercato italiano della pay-tv satellitare dal duopolio al monopolio.
News Corporation però entrò in possesso del 100% della partecipazione sociale di Sky Italia solo dal 2005, anno in cui Telecom Italia cedette al gruppo di Rupert Murdoch il suo 20% del pacchetto azionario.
Nel 2014 cede il 100% di Sky Italia alla sua controllata Sky Group.

### Cielo
Il gruppo è entrato nel mercato televisivo italiano con Cielo, canale televisivo DTT lanciato il 16 dicembre 2009 e gestito da Sky Italia, a sua volta di proprietà del gruppo di Murdoch.
Offre una programmazione generalista che prevede serie TV, film, quiz, reality show e news curate da Sky TG24.

## Società controllate nel Mondo

### Editoria
- HarperCollins
- Zondervan editore di libri religiosi

### Quotidiani
- Regno Unito
  - News Group Newspapers Ltd.
    - The Sun (periodico britannico)
    - News of the World

  - Times Newspapers Ltd.
    - The Sunday Times
    - The Times
    - The Times Literary Supplement
- Stati Uniti
  - New York Post
  - The Wall Street Journal
  - Gruppo The Timesledger che pubblica giornali locali nel Queens a New York (Bayside Times, Whitestone Times, Flushing Times, Fresh Meadows Times, Little Neck Ledger, Jackson Heights Times, Richmond Hill Times, Jamaica Times, Laurelton Times, Queens Village Times, Astoria Times, Forest Hills Ledger, Ridgewood Ledger, Howard Beach Times)
  - Gruppo editoriale The Courier-Life che pubblica giornali locali a Brooklyn (New York)
- Australia
  - The Australian (quotidiano nazionale)
  - The Weekend Australian (quotidiano nazionale)
  - The Courier-Mail (Queensland)
  - The Sunday Mail (Queensland)
  - The Cairns Post (quotidiano di Cairns in Queensland)
  - The Gold Coast Bulletin (quotidiano di Gold Coast nel Queensland)
  - The Townsville Bulletin (quotidiano di Townsville nel Queensland)
  - The Daily Telegraph (Nuovo Galles del Sud)
  - The Sunday Telegraph (Nuovo Galles del Sud)
  - The Herald Sun (Vittoria)
  - The Sunday Herald Sun (Vittoria)
  - The Weekly Times (Vittoria)
  - MX (quotidiano di Melbourne e Sydney)
  - The Geelong Advertiser (Geelong)
  - The Advertiser (Australia Meridionale)
  - The Sunday Mail (Australia Meridionale)
  - Messenger Newspapers (Australia Meridionale)
  - The Sunday Times (Australia Occidentale)
  - The Mercury (Tasmania)
  - The Sunday Tasmanian (Tasmania)
  - Northern Territory News (Territorio del Nord)
  - The Sunday Territorian (Territorio del Nord)
  - The Tablelands Advertiser (quotidiano di Atherton Tablelands e dell'estremo nord del Queensland)
  - The Tablelander (quotidiano di Atherton Tablelands e dell'estremo nord del Queensland)
- Figi
  - Fiji Times (quotidiano nazionale)
  - Nai Lalakai
  - Shanti Dut
- Papua
  - Papua New Guinea Post-Courier (quotidiano nazionale controllato al 62,5 %)

### Riviste
- Stati Uniti
  - SmartSource (inserto pubblicitario gratuito dei quotidiani americani domenicali)
  - TV Guide, in comproprietà con Gemstar-TV Guide
  - The Weekly Standard (Washington)
  - Caribbean Life - giornale settimanale della comunità afro-caraibica di New York
- Australia
  - Alpha Magazine
  - Australian Country Style
  - Australian Golf Digest
  - Australian Good Taste (cucina)
  - Big League
  - BCME
  - Delicious (cucina)
  - Donna Hay
  - Fast Fours
  - GQ (moda)
  - Gardening Australia
  - InsideOut (Australia) - rivista di arredamento
  - Lifestyle Pools
  - Live to Ride
  - Notebook: (rivista femminile)
  - Overlander 4WD (motori)
  - Modern Boating
  - Modern Fishing
  - Parents
  - Pure Health
  - Super Food Ideas (cucina)
  - Truck Australia
  - Truckin' Life
  - twowheels
  - twowheels scooter
  - Vogue (Australia)- moda
  - Vogue Entertaining & Travel (cucina)
  - Vogue Living
- Regno Unito
  - Love it!
  - InsideOut
  - The Travel Magazine

### Stazioni radio
- India
  - Radio City - catena di radio FM controllata al 20% attraverso la STAR TV
- Paesi Bassi
  - Radio Veronica
- Russia
  - Nashe (50%)
  - Best FM (50%)

### Sport
- 50% della National Rugby League (Australia e Nuova Zelanda)
- Quote di maggioranza delle squadre di rugby australiane: Brisbane Broncos (68.9%), Melbourne Storm e North Queensland Cowboys
- Colorado Rockies squadra di baseball americana (15%)

### Produzione cinematografica
- 20th Century Fox
- 20th Century Fox Television - Studi di produzione per programmi televisivi
- Fox Searchlight Pictures
- Fox 2000 Pictures
- Fox Television Studios
  - Natural History New Zealand
- Fox Atomic
- Fox Faith
- Fox Studios Australia, Sydney
- Fox Studios Baja, Rosarito (Messico)
- Blue Sky Studios
- Fox Entertainment Group
- Newency Productions (20%)
- Regency Television (50%)
- Regency Enterprises (20%) - proprietaria della New Regency Productions (50%) e della Regency Television (50%).

### Televisione
- Fox Broadcasting Company, canale televisivo degli USA
- My Network TV, network televisivo americano
- Fox Television Stations Group, gruppo di reti televisive controllate dalla Fox
- Independent Television (17.5%), canale televisivo in chiaro del Regno Unito
- News Corp Europe
  - bTV, canale televisivo (Bulgaria)
  - cielo, canale televisivo (Italia)
  - b1TV, canale televisivo (Romania)
  - Fox Televizija, canale televisivo (Serbia)
  - Fox Turkey, canale televisivo (Turchia)
  - Imedi Media Holding, TV e radio possedute al 30% in Georgia
    - Imedi Television
    - Radio Imedi

  - TV Puls (49%), canale televisivo terrestre (Polonia)
  - Israel 10 (9%), canale televisivo terrestre (Israele).
- ANTV (20%), canale televisivo che opera in Indonesia
- Prime Television New Zealand - canale televisivo (Nuova Zelanda)

#### Televisione satellitare
- Sky Digital, Regno Unito (100%).
- DirecTV Group, Nord e Sud America (38.6%)
- Foxtel, Australia (25%)
- SKY Network Television, Nuova Zelanda (44%)
- Sky Italia (100%)
- Sky Deutschland, Germania (54%)
- STAR TV, Asia
- Phoenix Satellite TV, Hong Kong (17.6%)
- Tata Play, India (20%)

#### Televisione via cavo
Canali
- Fox Movie Channel
- Fox News Channel
- Fox Reality
- Fox Sports Net
- Fox College Sports
- SportSouth
- Fox Sports International
  - Fox Soccer Channel
  - Fox Sports Middle East
  - Fox Pan American Sports (37.9%)
    - Fox Sports en Español (50%)
    - Fox Sports en Latinoamérica (Messico)
- FX Networks
- SPEED Channel
- Fuel TV
- The 101
- Big Ten Network
- National Geographic Channel (in comproprietà con il National Geographic Magazine) 67%
- National Geographic Channel International, 75%
- Fox International Channels
  - Sud America
    - Fox Latin American Channels
      - Canal FOX
      - Canal FX
      - Canal Fox Life
      - Canal Fox Reality
      - Canal Fox Sports
      - Canal Speed
      - Canal National Geographic Channel
      - Fox One-Stop Media

    - LAPTV (22.5%)
      - Movie City
      - Cine Canal
      - Cine Canal 2
      - Cine Canal Classics
      - The Film Zone

    - Telecine (12.5%)
      - Telecine Premium
      - Telecine Action
      - Telecine Emotion
      - Telecine Pipoca
      - Telecine Cult

  - Australia
    - Premier Media Group (50%)
      - Fox Sports One
      - Fox Sports Two
      - Fox Sports Three
      - Fuel
      - How To Channel

    - Premium Movie Partnership (20%)
      - Showtime 1 & 2
      - Showtime Greats

Servizi
- India
  - Hathway Cable & Datacom (26%)
- Taiwan
  - Total TV (20%)

### Internet
- Grab.com
- Strategic Data Corp
- Movielink (20%)
- Indya - portale indiano
- What if Sports.com
- Scout.com
- Sibeliusmusic.com
- Jumptheshark.com
- ROO Group Inc (5%)
- News Digital Media
  - news.com.au - portale di informazione australiano
  - CareerOne.com.au
  - CarsGuide.com.au
  - HomeSite.com.au
  - in2mobi.com.au
  - TrueLocal.com.au
- Realestate.com.au (69%)
  - Casa.it (59.4%), Sky Italia detiene il 30.6%
  - Propertyfinder.com
- Nuova Zelanda
  - DVD Unlimited

### Altro
- MySpace Records (etichetta discografica del sito internet MySpace)
- News Datacom - (74%)
  - VISIONIK (51%)
  - ADSR (40%)
  - Jungo
  - ITE, editore di giochi Playstation e Mobile
- Broadsystem Ltd (Regno Unito) - fornitore di servizi telefonici
- Broadsystem Australia (Australia)
- Broadsystem Ventures (Regno Unito) - fornitore di servizi telefonici
- Jamba! (51%)
- News Outdoor Group
  - Maximedia Israel (67%)
  - Mosgorreklama (50%)
  - Kamera Acikhava Reklamclik
- Australian Associated Press (25%)
- Fox Sports Grill (50%)
- Fox Sports Skybox (70%)
- Sibelius Software
- Dow Jones & Company
- Amstrad